# Baojun E200
La Baojun E200, chiamata anche Wuling Nano EV, è un'autovettura elettrica prodotta dalla casa automobilistica cinese Baojun dal 2018.

## Descrizione
La E200 è il secondo veicolo della gamma elettrica di Baojun, dopo la E100 e prima della E300.
La produzione è iniziata nel settembre 2018. La vettura è dotata di sistema di controllo da remoto che permette ai proprietari di sapere alcune informazioni in tempo reale del veicolo, come i tempi per la ricarica o dove è stata parcheggia.
L'E200 è disponibile in due diverse varianti di autonomia, da 210 e 270 chilometri calcolate secondo il New European Driving Cycle (NEDC). Il sistema di batterie adottato sulla E200 ha una densità maggiore di celle rispetto al Baojun E100, consentendo alla batteria da 24 kWh di immagazzinare più energia a parità di volume, con consumo di energia di circa 10,3 kWh/100 km. L'E200 è alimentata da un motore elettrico da 29 kW (39 CV), che le permette di raggiungere una velocità massima di 100 km/h. L'accelerazione nello 0 a 100 km/h viene coperto in 15,8 secondi. 
Ha di serie un quadro strumenti digitale da 7 pollici, fari a LED, il sistema antibloccaggio (ABS), la distribuzione elettrica della forza frenante (EBD) e il controllo elettronico della stabilità (ESC), ma è sprovvista degli airbag.